# Chodakiwci
Chodakiwci (ukr. Ходаківці) – wieś na Ukrainie, w obwodzie chmielnickim, w rejonie chmielnickim, w hromadzie Lisowi Hryniwci. W 2001 liczyła 224 mieszkańców, spośród których 214 wskazało jako ojczysty język ukraiński, 4 rosyjski, a 6 inny.